# Памятник героям фильма «Офицеры»
Памятник героям фильма «Офицеры» — посвящённый героям фильма «Офицеры» памятник, установленный 9 декабря 2013 года в Москве на Фрунзенской набережной. Автор композиции — скульптор Алексей Игнатов, работающий в Студии военных художников им. М. Б. Грекова.
Скульптурная композиция воспроизводит одну из сцен фильма режиссёра Владимира Рогового «Офицеры» — встречу после долгой разлуки двух боевых товарищей, а также супруги и внука одного из них.
В церемонии открытия памятника приняли участие министр обороны РФ Сергей Шойгу и актёры — народный артист СССР Василий Лановой и народная артистка РСФСР Алина Покровская, которые в картине исполнили роли Ивана Вараввы и Любови Трофимовой.
Памятник расположен рядом с комплексом зданий Минобороны России на Фрунзенской набережной, дом 22.
Аналогичный памятник открыт 22 февраля 2022 года у входа в Екатеринбургское суворовское военное училище.
Ещё один памятник героям фильма установлен в сентябре 2018 года в Главном управлении кадров Минобороны России. Это скульптурная композиция «Офицеры», которая состоит из фигур командира взвода Алексея Трофимова (Георгий Юматов) и командира эскадрона Георгия Петровича (Владимир Дружников). Скульптуры установлены в нише, в верхней части которой помещена знаменитая цитата из фильма — слова комэска, обращённые к взводному: «А вот профессию надо не по приказу выбирать, а по призванию. Родину защищать! Есть такая профессия».